# 松田憲秀
松田憲秀（まつだのりひで，生年不詳－天正18年（1590））日本戰國時代武將，後北條氏家老。父松田盛秀。子笠原政堯、松田直秀（氏直死後改名憲定），弟松田康定（松田康長與松田康鄉之父）。

## 生平
憲秀出仕北條氏康後擔任內政官，對於和的叛服無償外交方式以嚴厲方法壓之。永祿12年（1569）在駿河深澤城與北條綱成共同防備武田軍攻勢。國府台之戰和神流川之戰等諸多戰役均有參戰。在北條氏康死後繼續仕官其子氏政。
天正18年（1590）豐臣秀吉展開小田原之戰，憲秀一開始主張徹底抗戰，但是受到堀秀政蠱惑而改變，自己和長男政堯企圖充當豐臣軍內應，被次子直秀發現密告北條氏政，憲秀遭到監禁，政堯被殺。戰事結束後，秀吉表示憲秀對主君不忠而命其自殺。